# Sarcocheilichthys
Sarcocheilichthys is een geslacht van straalvinnige vissen uit de familie van karpers (Cyprinidae).

## Soorten
- Sarcocheilichthys biwaensis Hosoya, 1982
- Sarcocheilichthys davidi (Sauvage, 1878)
- Sarcocheilichthys hainanensis Nichols & Pope, 1927
- Sarcocheilichthys kiangsiensis Nichols, 1930
- Sarcocheilichthys lacustris (Dybowski, 1872)
- Sarcocheilichthys parvus Nichols, 1930
- Sarcocheilichthys soldatovi (Berg, 1914)